# مقدمه بر علم حدیث

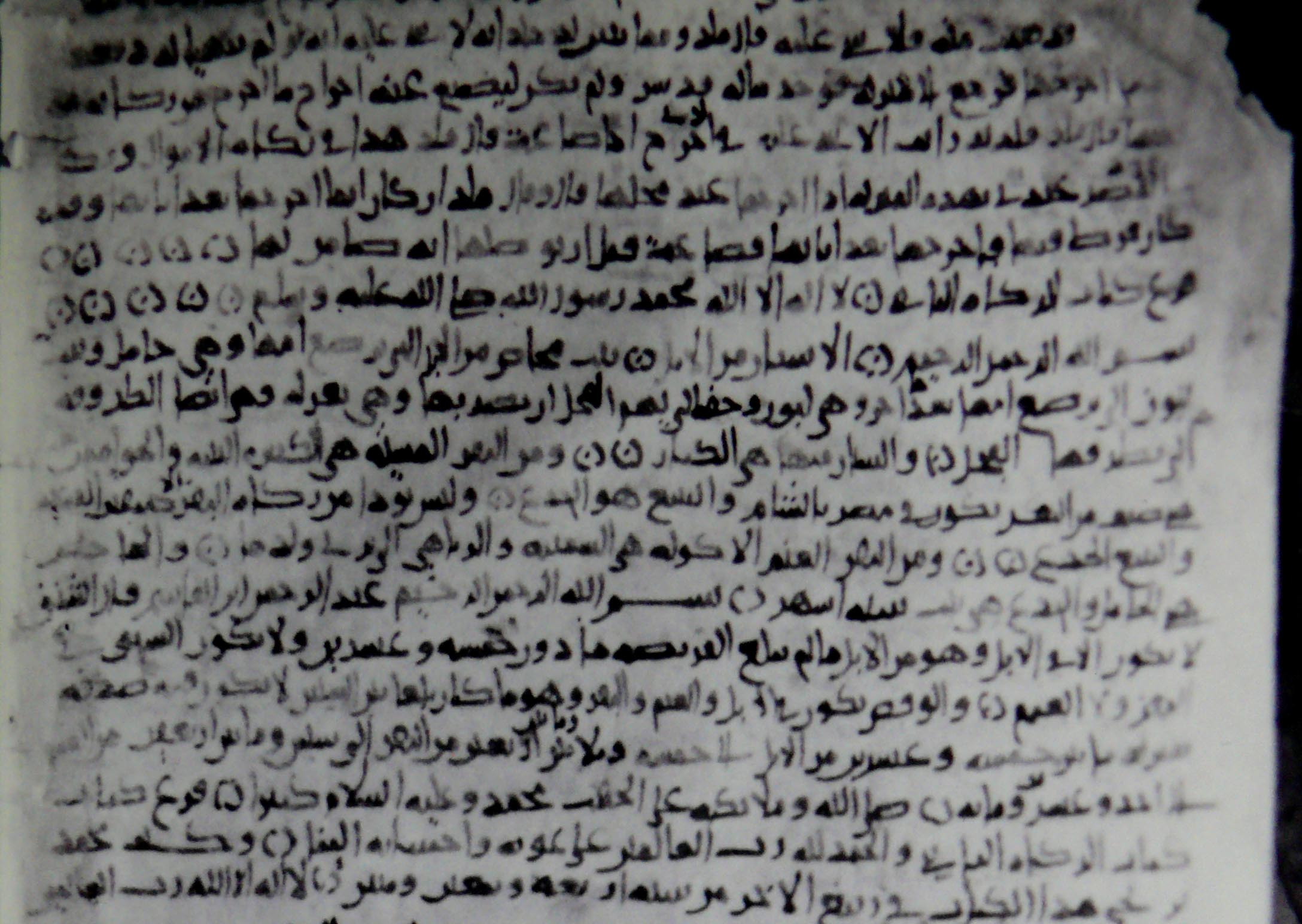
استنساخ نسخه خطی عربی از سال ۹۰۹

مقدمه‌ای بر علم حدیث کتابی از ابن صلاح در زمینه علم حدیث، اصطلاح‌شناسی و قواعد علم رجال است. حدیث گفتار، عمل یا تقریر پیامبر اسلام است که به عنوان دومین منبع مشروع حقوق اسلامی به‌شمار می‌آید. علم حدیثی که این کتاب توصیف می‌کند مشتمل بر اصولی است که یک حدیث‌شناس می‌تواند اعتبار روایت‌های فردی را ارزیابی کند.
کتاب شامل ۶۵ فصل است که هر فصل شامل حدیثی دربارهٔ ان موضوع است. ۳۳ فصل اول اصطلاحات گوناگون فنی در حدیث‌شناسی را توصیف می‌کنند که شرایط اعتبار و اصالت حدیث را مشخص می‌سازد. فصل‌های بعدی مربوط به اسناد و سلسله روایت هستند و فصول بعدی به کدهای اخلاقی می‌پردازد که یک محدث باید آن‌ها را رعایت کند.
ابن صلاح کتاب مقدمه را به عنوان مجموعه‌ای از گفتارها شروع کرده‌است که برای دانشجویانش در دمشق در اواخر ۱۲۳۳ ایراد می‌کرده‌است. این کتاب توجه بسیاری از مؤلفان را بخود جلب کرده‌است چنان‌که این کتاب را تشریح کرده‌اند و برخی هم خلاصه کرده‌اند و به عنوان یک الگو در کتاب‌های هم سنخ خوداش لحاظ شده‌است. کتاب مقدمه چندین باز به زبان اصلی عربی منتشر شده‌است و به انگلیسی نیز ترجمه شده‌است.

## عنوان
از آنجا که کتاب مقدمه به صورت رسمی توسط مؤلف آن نامگذاری نشده‌است کاوش و بررسی‌هایی دربارهٔ نام و عنوان حقیقی آن وجود دارد که همراه با احتمالات گوناگونی هست. ذهبی از این کتاب به عنوان علوم الحدیث یاد کرده‌است چنان‌که ابن حجر و محمد ابن جعفر کتانی نیز این کتاب را به همین نام خوانده‌اند.
عایشه بنت عبدالرحمان در مقدمه‌ای که بر این کتاب نوشته گفته‌است:

کتاب وی در مورد علوم حدیث معروفترین کتاب وی بی مقایسه است تا بدان جا که کافی است بگوییم که کتاب ابن صلاح، قصد آن فهمیده شده‌است به خاطر مشهوریت و منزلت اش. محققان قبلی به این کتاب با عناوینی همچون کتاب ابن صلاح در مور علوم حدیث یا همان گونه که خود ابن صلاح اشاره کرده‌است، آشنایی با انواع علوم حدیث اشاره کرده‌اند در میان متاخرین از این کتاب با عنوان مقدمه ابن صلاح در علوم حدیث یاد شده‌است.

## بررسی اجمالی

### منشأ
کتب اصطلاح‌شناسی حدیث دو دوره را پشت سر گذاشته‌اند. اولین دوره گردآوری اقوال و گفته‌های محققان اولیه بوده‌است که با نقل قول آن‌ها، آن‌ها بدون ارزیابی اقوال، آن‌ها را استفاده می‌کردند و اصطلاحاتی را که قابل اطلاق بر آن تعابیر باشد پیشنهاد می‌دادند. این روش‌شناسی بود که توسط محققان اولیه همچون یحیی ابن معین، علی ابن مدینی، مسلم این حلاج و ترمذی بکار می‌رفت. در دوره دوم شاهد کتاب‌هایی هستیم که به ارزیابی کتاب‌های دوره اول پرداخته‌اند مؤلفان دوره دوم عبارت‌ها و گفته‌های دوره اول را می‌خواندند و به سامان دهی و کدسازی اصطلاحات مربوط می‌پرداختند. اصولی تأسیس می‌شدند و تا اندازه‌ای بسیار مقبول می‌افتادند که اصطلاحات مشخص بودند که از آن محققان خاصی وضع می‌شدند مثال‌هایی از این کتاب‌ها را می‌تواند در کتاب‌هایی چون:معارف علوم الحدیث الحکیم، الکفایه کاتب بغدادی و مقدمه ابن صلاح یافت.
کتاب مقدمه منشاهای اولیه خود را در کتاب کاتب بغدادی یافت. کاتب بغدادی کتاب‌های بی‌شماری نگاشت در حوزه‌های مختلف علوم حدیث که تمام محققان بعدی مدیون وی هستند. به‌طور خاص ابن صلاح بر کتاب کفایه بغدادی تمرکز خاصی کرده‌است چرا که این کتاب را به عنوان کتابی جامع در علوم حدیثی می‌انگاشته‌است.
کتاب به عنوان مجموعه‌ای سخنرانی‌ها و گفتارهایی که ابن الصلاح در مدرسه اشرفیه دمشق ایراد کرده آغاز شده‌است. کتاب مقدمه توسط دانشجویان شرکت‌کننده نگاشته یا در ذهن حفظ می‌شده‌است.